# كاستيلبيل ي فايلار
بلدية كاستيلبيل إي البيلار (بالكاتالانية: Castellbell i el Vilar) هي إحدى بلديات مقاطعة برشلونة، والتي تقع في منطقة كاتالونيا، شرق إسبانيا.
يبلغ عدد سكانها 3.479 نسمة وفقاً لإحصائية سنة (2007).